# Station Batley
Batley is een spoorwegstation in Engeland. 